# M-Cnatet
M-Cnatet er en rapgruppe som består af de to rappere Trepac og Kværn. Gruppen blev dannet i 1998 og siden dannelsen er der kommet en del numre og en 12" fra gruppen. De har lovet på forummer og fangrupper at der vil komme et album den 7 januar 2010. M-Cnatet udgav i 2008 en 12" ved navn "Kapitler Til Glemmebogen" som indeholdte i alt 6 numre. 2 af dem var reelle numre mens de 4 andre var remixes af de to. De har i øvrigt medvirket både hver for sig og som gruppe på diverse Echo Out kompilationer.

## Diskografi
Egne udgivelser:
M-Cnatet – Om Nogen
M-Cnatet – Kapitler Til Glemmebogen
Medvirker På:
Diverse – Bare Næver
Diverse – Den Nye Skole – 100% Hiphop
Echo Out Præsenterer – Filer Fra Følelsesregisteret
Echo Out Præsenterer – Spytbakken Mixtape 1
Echo Out Præsenterer – Spytbakken Mixtape 2
Echo Out Præsenterer – Spytbakken Mixtape 3
Echo Out Præsenterer – Spytbakken Mixtape 5